# Wapen van Eastermar

Wapen van Eastermar

Het wapen van Eastermar is het dorpswapen van het Nederlandse dorp Eastermar, in de Friese gemeente Tietjerksteradeel. Het wapen werd in 1984 geregistreerd.

## Beschrijving
De officiële blazoenering luidt in het Fries als volgt:
Trochsnien: 1. yn blau in farrend Frysk skouke mei spriettúch fan sulver. 2. dield: a. yn goud in stegerjend hynder fan swart; b. yn grien trije turven fan goud, pleatst 2.1.
de Nederlandse vertaling luidt als volgt:
Doorsneden: 1. in blauw een varende Friese schouw met spriettuig van zilver. 2. gedeeld: a. in goud een steigerend paard van zwart; b. in groen drie turven van goud, geplaatst 2.1.
De heraldische kleuren zijn: azuur (blauw), zilver (zilver), goud (geel), sabel (zwart) en sinopel (groen).

## Symboliek
- Friese schouw: verwijst naar de scheepvaart op het Bergumermeer en de aanwezigheid van scheepswerven.[2]
- Paard: staat voor de plaatselijke paardenmarkt.[2]
- Turven: staat symbool voor de vervening in het gebied rond het Zwartveen en het Witveen.[2]

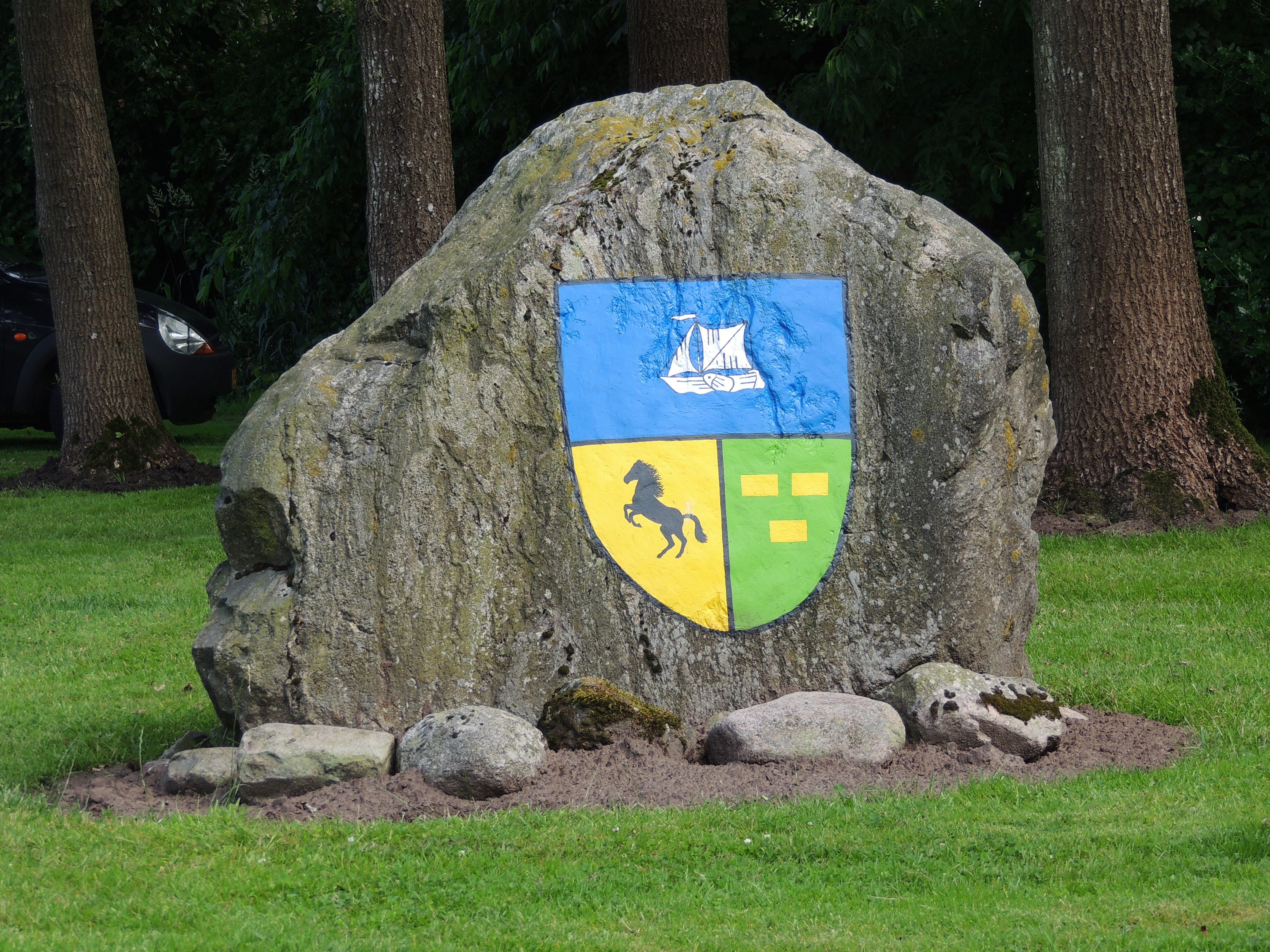
Het wapen van Eastermar op een steen bij het dorp.

## Zie ook

Vlag van Eastermar